# Cink-vazduh baterija
Cink-vazduh baterije su elektro-hemijske baterije koje svoju „snagu“ crpe iz reakcije cinka sa kiseonikom iz vazduha. Ove baterije imaju relativno veliku energetsku gustinu i relativno su jeftine za proizvodnju. Koriste se u slušnim aparatima i eksperimentalno u vozilima na električni pogon. 
Čestice cinka se mešaju sa elektrolitom (obično je to kalijum hidroksid - KOH), voda i kiseonik iz vazduha reaguju na katodi i stvara se cinkat usled čega se oslobađaju elektroni koji putuju ka katodi. Cinkat se raspada u cink oksid i voda se ponovo oslobađa nazad u sistem. Voda se reciklira na anodi, tako da se voda ponaša samo kao katalizator. Reakcija proizvodi maksimalni napon od 1,65V.

## Osobine
- Specifična energija 110-200
- Kontinualno odaju energiju sve dok se ne isprazne 80-85%
- Vrlo brzo se samoprazne, jer cink spontano reaguje sa kiseonikom iz vazduha i voda ima tendenciju da isparava.
- Za bateriju se koriste jeftini materijali tako da je moguća jeftina proizvodnja.
- Ove baterije se ne mogu električno puniti, nego samo mehanički (zamenom cink oksida sa cinkom).

## Hemijske reakcije
Hemijske reakcije za cink-vazduh bateriju su:
- Anoda:
- Fluid:
- Katoda:
- Ukupno:

## Spoljašnje veze
- Cink-vazduh gorivna ćelija
- Izrada jednostavne pokusne cink-vazduh baterije